# Loretta Devine
Loretta Devine (Houston, 21 agosto 1949) è un'attrice statunitense.

## Biografia
Nata a Houston, in Texas, il 21 agosto 1949, Devine è cresciuta nella zona di Acres Homes a Houston. Nel 1971, si è laureata presso l'Università di Houston con un Bachelor of Arts in Speech and Drama. Nel 1976, ha conseguito un Master of Fine Arts in Theatre presso la Brandeis University. Loretta Devine è nota soprattutto per le parti in Boston Public, Grey's Anatomy e Eli Stone. Ha vinto anche il premio NAACP Image Award per la miglior attrice non protagonista. Ha recitato anche in diversi musical a Broadway, tra cui Hair, Dreamgirls e Big Deal.

## Filmografia

### Attrice

#### Cinema
- Will, regia di Jessie Maple (1981)
- Anna to the Infinite Power, regia di Robert Wiemer (1983)
- Nikita - Spie senza volto (Little Nikita), regia di Richard Benjamin (1988)
- Una borsa piena di guai (Sticky Fingers), regia di Catlin Adams (1988)
- Heart and Soul, regia di Stan Lathan - cortometraggio (1989)
- Lettere d'amore (Stanley & Iris), regia di Martin Ritt (1990)
- Caged Fear, regia di Robert Houston (1991)
- Livin' Large!, regia di Michael Schultz (1991)
- Class Act, regia di Randall Miller (1992)
- Amos & Andrew, regia di E. Max Frye (1993)
- Uno sporco affare (The Hard Truth), regia di Kristine Peterson (1994)
- Donne - Waiting to Exhale (Waiting to Exhale), regia di Forest Whitaker (1995)
- Uno sguardo dal cielo (The Preacher's Wife), regia di Penny Marshall (1996)
- Il prezzo dell'amore (The Price of Kissing), regia di Vince DiPersio (1997)
- Hoodlum, regia di Bill Duke (1997)
- Lover Girl, regia di Lisa Addario e Joe Syracuse (1997)
- Down in the Delta, regia di Maya Angelou (1998)
- Urban Legend, regia di Jamie Blanks (1998)
- Alyson's Closet, regia di Rick Page (1998) - corto
- Operation Splitsville, regia di Lynn Hamrick (1999)
- Funny Valentines, regia di Julie Dash (1999)
- The Breaks, regia di Eric Meza (1999)
- Love Kills, regia di Mario Van Peebles (1999)
- Lillie, regia di Mario Avila (1999)
- Punks, regia di Patrik-Ian Polk (2000)
- Urban Legend - Final Cut (Urban Legends: Final Cut), regia di John Ottman (2000)
- What Women Want - Quello che le donne vogliono (What Women Want), regia di Nancy Meyers (2000)
- Venga il tuo regno (Kingdom Come), regia di Doug McHenry (2001)
- Mi chiamo Sam (I Am Sam), regia di Jessie Nelson (2001)
- Book of Love: The Definitive Reason Why Men Are Dogs, regia di Jeffrey W. Byrd (2002)
- Baby of the Family, regia di Jonee Ansa (2002)
- Woman Thou Art Loosed, regia di Michael Schultz (2004)
- Crash - Contatto fisico (Crash), regia di Paul Haggis (2004)
- King's Ransom, regia di Jeffrey W. Byrd (2005)
- Dirty Laundry, regia di Maurice Jamal (2006)
- Dreamgirls, regia di Bill Condon (2006)
- Cougar Club, regia di Christopher Duddy (2007)
- This Christmas - Natale e altri guai (This Christmas), regia di Preston A. Whitmore II (2007)
- First Sunday - Non c'è più religione (First Sunday), regia di David E. Talbert (2008)
- Spring Breakdown, regia di Ryan Shiraki (2009)
- My Son, My Son, What Have Ye Done, regia di Werner Herzog (2009)
- Il funerale è servito (Death at a Funeral), regia di Neil LaBute (2010)
- Lottery Ticket, regia di Erik White (2010)
- For Colored Girls, regia di Tyler Perry (2010)
- Madea's Big Happy Family, regia di Tyler Perry (2011)
- Jumping the Broom - Amore e altri guai (Jumping the Broom), regia di Salim Akil (2011)
- Politics of Love, regia di William Dear (2011)
- In the Hive, regia di Robert Townsend (2012)
- The Get Away, regia di Rockmond Dunbar (2013) - corto
- A Very Larry Christmas, regia di Bille Woodruff (2013)
- Qualcosa di buono (You're Not You), regia di George C. Wolfe (2014)
- Welcome to Me, regia di Shira Piven (2014)
- Ricomincio da nudo (Naked), regia di Michael Tiddes (2017)
- Sierra Burgess è una sfigata (Sierra Burgess Is a Loser), regia di Ian Samuels (2018)
- Spell - Maleficio (Spell), regia di Mark Tonderai (2020)
- Il nido dello storno (The Starling), regia di Theodore Melfi (2021)
- Queen Bees, regia di Michael Lembeck (2021)
- Mack & Rita, regia di Katie Aselton (2022)
- A Snowy Day in Oakland, regia di Kim Bass (2023)

#### Televisione
- CBS Summer Playhouse - serie TV, 1 episodio (1987)
- Tutti al college (A Different World) - serie TV, 10 episodi (1987–1988)
- Assassinio di Mary Phagan (The Murder of Mary Phagan), regia di William Hale - miniserie TV (1988)
- Amen - serie TV, 1 episodio (1988)
- Una trappola per Jeffrey (Parent Trap III), regia di Mollie Miller - film TV (1989)
- Murphy Brown - serie TV, 1 episodio (1990)
- Sugar and Spice - serie TV, 7 episodi (1990)
- Cop Rock - serie TV, 1 episodio (1990)
- Great Performances - serie TV, 1 episodio (1991)
- Ragionevoli dubbi (Reasonable Doubts) - serie TV, 1 episodio (1991)
- Love & War - serie TV, 1 episodio (1992)
- Roc - serie TV, 3 episodi (1992-1993)
- The American Clock, regia di Bob Clark - film TV (1993)
- La famiglia Brock (Picket Fences) - serie TV, 1 episodio (1995)
- Ned and Stacey - serie TV, 1 episodio (1995)
- Più in alto di tutti (Rebound: The Legend of Earl 'The Goat' Manigault), regia di Eriq La Salle - film TV (1996)
- Il tocco di un angelo (Touched by an Angel) - serie TV, 2 episodi (1997)
- Clover, regia di Jud Taylor - film TV (1997)
- Don King - Una storia tutta americana (Don King: Only in America), regia di John Herzfeld – film TV (1997)
- Moesha - serie TV, 1 episodio (1999)
- Clueless - serie TV, 1 episodio (1999)
- Jackie's Back!, regia di Robert Townsend (1999)
- Vi presento Dorothy Dandridge (Introducing Dorothy Dandridge), regia di Martha Coolidge - film TV (1999)
- The PJs - serie TV, 42 episodi (1999-2008)
- Freedom Song, regia di Phil Alden Robinson - film TV (2000)
- Best Actress, regia di Harvey Frost - film TV (2000)
- In tribunale con Lynn (Family Law) - serie TV, 1 episodio (2000)
- Ally McBeal - serie TV, episodio 3x17 (2000)
- Boston Public - serie TV, 81 episodi (2000–2004)
- Half & Half - serie TV, 2 episodi (2003)
- Una nuova vita per Zoe (Wild Card) - serie TV, 19 episodi (2004-2005)
- Supernatural - serie TV, episodi 1x09-13x03 (2005-2017)
- Girlfriends - serie TV, 2 episodi (2005–2006)
- Grey's Anatomy - serie TV, 25 episodi (2005-2013)
- Life Is Not a Fairytale: The Fantasia Barrino Story, regia di Debbie Allen - film TV (2006)
- Tutti odiano Chris (Everybody Hates Chris) - serie TV, 3 episodi (2006-2007)
- Boston Legal - serie TV, 2 episodi (2006-2007)
- Eli Stone - serie TV, 26 episodi (2008-2009)
- Cold Case - Delitti irrisolti (Cold Case) - serie TV, 1 episodio (2009)
- Legally Mad, regia di Kenny Ortega - film TV (2010)
- Party Down - serie TV, 1 episodio (2010)
- Glee - serie TV, episodio 2x16 (2011)
- State of Georgia - serie TV, 11 episodi (2011)
- Shake It Up! - serie TV, 1 episodio (2012)
- The Game - serie TV, 1 episodio (2012)
- The Cleveland Show - serie TV, 1 episodio (2012)
- Doc McStuffins - serie TV, 11 episodi (2012)
- The Soul Man - serie TV, 2 episodi (2012)
- The Client List - Clienti speciali (The Client List) - serie TV, 25 episodi (2012-2013)
- The Doc Files - serie TV, 10 episodi (2013)
- Teachers, regia di Gary Wheeler - film TV (2013)
- Psych - serie TV, 1 episodio (2014)
- Sirens - serie TV, 2 episodi (2014)
- La famiglia McKellan (Family Reunion) - serie TV, 10 episodi (2019-in corso)
- RuPaul’s Secret Celebrity Drag Race - serie TV, episode 1 (2022)

### Doppiatrice
- Beverly Hills Chihuahua, regia di Raja Gosnell (2008)
- Beverly Hills Chihuahua 2, regia di Alex Zamm (2011)
- Khumba - Cercasi strisce disperatamente (Khumba), regia di Anthony Silverston (2013)
- Il viaggio di Norm (Norm of the North), regia di Trevor Wall (2016)

## Doppiatrici italiane
Nelle versioni in italiano delle opere in cui ha recitato, Loretta Devine è stata doppiata da:
- Antonella Giannini in Grey's Anatomy, The Client List - Clienti Speciali, Ricomincio da nudo, Sierra Burgess è una sfigata, The Carmichael Show
- Isabella Pasanisi in Urban Legend, Urban Legend - Final Cut, Doctor Odyssey
- Ida Sansone in Hoodlum, Mi chiamo Sam, Qualcosa di buono
- Barbara Castracane in Più in alto di tutti, Vi presento Dorothy Dandridge, Boston Public
- Paola Giannetti in Eli Stone, Glee
- Alessandra Cassioli in What Women Want - Quello che le donne vogliono
- Anna Rita Pasanisi in Nikita - Spie senza volto
- Stefania Romagnoli in Lettere d'amore
- Claudia Razzi in Uno sguardo dal cielo
- Angiola Baggi in Il nido dello storno
- Cristina Noci in Dreamgirls
- Serena Verdirosi in This Christmas - Natale e altri guai
- Francesca Guadagno in My Son, My Son, What Have Ye Done
- Michela Alborghetti in Cold Case - Delitti irrisolti
- Serena Spaziani in Il funerale è servito
- Loredana Nicosia in Una nuova vita per Zoe
- Tenerezza Fattore in Jumping the Broom - Amore e altri guai
- Vittoria Febbi in Psych
- Patrizia Giangrand in Queen Bees

Da doppiatrice è sostituita da:
- Laura Romano in Beverly Hills Chihuahua, Beverly Hills Chihuahua 2